# Barbariga
Barbariga (Barbariga en dialecte local) est une commune italienne de 2 410 habitants située dans la province de Brescia, dans la région Lombardie, dans le Nord de l'Italie. La commune est fameuse pour sa production de casoncelli : ravioli typiques, une spécialité locale qui doit être consommée sèche avec un assaisonnement au beurre et à la sauge. Depuis 2004, la ville est protégée par le label italien : Denominazione communale d'origine.

## Administration
| Période                                  | Période | Identité | Étiquette | Qualité |
| ---------------------------------------- | ------- | -------- | --------- | ------- |
|                                          |         |          |           |         |
| Les données manquantes sont à compléter. |         |          |           |         |

### Hameaux
Frontignano

### Communes limitrophes
Corzano, Dello, Offlaga, Orzinuovi, Pompiano, San Paolo